# Drepanephora horrida
Drepanephora horrida är en tvåvingeart som beskrevs av Friedrich Hermann Loew 1869. Drepanephora horrida ingår i släktet Drepanephora och familjen lövflugor.
Artens utbredningsområde är Sri Lanka. Inga underarter finns listade i Catalogue of Life.